# Inocencio III (antipapa)
Lando di Sezze o Lanzo, también conocido como el antipapa Inocencio III (Sezze, siglo XII - Cava de'Tirreni, alrededor de 1183), fue un antipapa desde 1179 hasta su muerte bajo el nombre de Inocencio III.

## Biografía
Nació en una familia noble de origen lombardo. Más adelante, fue nombrado cardenal con el título de cardenal diácono de Sant'Angelo por el antipapa Víctor IV. Fue elegido antipapa el 29 de septiembre de 1179 por algunos barones gibelinos contrarios al Papa Alejandro III, siendo así el cuarto de los antipapas cismáticos apoyados por el emperador germánico Federico I Barbarroja. 
Más tarde, Alejandro III tuvo éxito ofreciendo favores y prebendas para convencer a los seguidores de Inocencio a abandonarlo. Posteriormente, Inocencio III fue capturado en Palombara Sabina en el Castillo Savelli Torlonia, propiedad de un familiar de Víctor IV, donde se había refugiado y confinado en la abadía de Cava de' Tirreni en enero de 1180, donde permaneció encarcelado hasta su muerte.